# Марк Антоний Руфин
Марк Антоний Руфин (на латински: Marcus Antonius Rufinus) e политик и сенатор на Римската империя през 2 век. Произхожда от знатния римски род Антонии.
През 131 г. Руфин е редовен консул заедно със Сергий Октавий Ленат Понтиан. По времето на император Адриан през 136 г. е управител (legatus Augusti pro praetore Thraciae) на провинция Тракия.